# Survivalism
«Survivalism» (también conocido como Halo 23) es el primer sencillo extraído del álbum de 2007 Year Zero de la banda de rock industrial estadounidense Nine Inch Nails. La canción es la tercera pista del álbum. El sencillo se lanzó como descarga digital en iTunes Store el 13 de marzo de 2007, y los sencillos en CD y vinilo se lanzaron de forma internacional el 2 de abril de 2007.
El estribillo de "Survivalism" se escuchó por primera vez el 14 de febrero de 2007 llamando al número de teléfono 1-310-295-1040, encontrado uniendo los números descoloridos en la parte de atrás de las camisetas compradas en los conciertos de la banda. FMQB dijo que "Survivalism" llegaría a las emisoras de radio el 27 de febrero, para después decir el 6 de marzo, pero 102.1 The Edge de Toronto, Canadá la estrenó el 15 de febrero, y al día siguiente, se radió oficialmente en Estados Unidos. Después se colgó para su escucha en la página MySpace de Nine Inch Nails.
"Survivalism" se tocó en directo por primera vez en Barcelona, España el 19 de febrero de 2007.
Al igual que "The Hand That Feeds" y "Only", el archivo multipista de "Survivalism" se lanzó en formato GarageBand para poder ser remezclada por los seguidores de la banda el 13 de marzo.

## Posición en listas
"Survivalism" debutó en el puesto número 28 de la lista Modern Rock Tracks de la revista Billboard en la semana del 23 de febrero de 2007. Llegó al puesto número uno, donde permaneció sólo una semana, convirtiéndose en el cuerto sencillo consecutivo de NIN en llegar al puesto número uno, y debutó en el puesto número 68 de la lista Billboard Hot 100. La canción, después de llegar al número uno cayó drásticamente después de permanecer en ese puesto una sola semana, casi saliéndose de los Top 20 sólo un mes después. La canción cayó del número 7 al 19 en la semana del 12 de mayo de 2007, al número 26 en la semana del 19 de mayo de 2007, y finalmente al número 37 la semana del 26 de mayo de 2007. La canción debutó en el puesto número dos de la lista de Rock Singles Chart del Reino Unido y en el número 29 en la lista UK Singles Chart.
El sencillo, además, debutó en el puesto número uno de la Canadian Singles Chart, donde permaneció seis semanas consecutivas.
| Lista (2008)                                    | Posición más alta |
| ----------------------------------------------- | ----------------- |
| Lista de sencillos de Austria                   | 63                |
| Lista de sencillos de Canadá                    | 1                 |
| Lista de sencillos de Dinamarca                 | 15                |
| Lista de sencillos de Finlandia                 | 7                 |
| Lista de sencillos de España                    | 2                 |
| UK Singles Chart                                | 29                |
| Estados Unidos Billboard Mainstream Rock Tracks | 14                |
| Estados Unidos Billboard Modern Rock Tracks     | 1                 |
| Estados Unidos Billboard Hot 100                | 68                |
| Estados Unidos Billboard Pop 100                | 66                |

## Videoclip
Nine Inch Nails comenzó el rodaje de un videoclip para "Survivalism" el 5 de febrero de 2007, en el área de Los Ángeles. El vídeo fue dirigido por Alex Lieu, Rob Sheridan y Trent Reznor.
El video se lanzó a través de internet el 7 de marzo de 2007, el mismo día que Nine Inch Nails tocó en el Carling Academy Brixton de Londres, Inglaterra. Se encontraron en el concierto memorias USB conteniendo versiones en alta y baja definición del videoclip en distintos lugares del recinto.
El video consiste en una serie de imágenes de cámaras de circuito cerrado supuestamente instaladas en un bloque de apartamentos. Mientras se va cambiando de cámara, se puede ver en la vida de los residentes del edificio, entre otros:
- Una pareja de ancianos en estado catatónico viendo la televisión con una imagen de Jesucristo detrás de ellos.
- Un hombre cuidando de su esposa drogada.
- Dos hombres teniendo sexo en una cama. (Imagen censurada en Estados Unidos por la Bureau of Morality.)
- Una mujer en topless poniéndose maquillaje. (Imagen censurada en Estados Unidos por la Bureau of Morality.)
- Un hombre sentado observando un plato de comida.
- Tres hombres en una tienda (y luego en un callejón) trabajando con plantillas.
- Un hombre en su cubículo navegando por Internet con su portátil Apple.
- Una banda (representados por Nine Inch Nails) tocando la canción en una habitación.

A finales de 2007, los lectores de Rolling Stone votaron el videoclip como el mejor del año.
También hay cámaras enfocando los pasillos y escaleras dentro del bloque de apartamentos. Después de un minutos aproximadamente, estas pantallas muestrasn un equipo SWAT armado con subfusiles organizándose. Entran en formación, y rompiendo una puerta (en la que se ve las letras "REV 18 3-4" troqueladas, una referencia a la Biblia) y entrasn en el apartamento donde está tocando la banda. El ruido molestas a todos los vecinos, que momentáneamente paran de hacer lo que están haciendo y miran a ver qué ocurre, para después simplemente volverá sus actividades. La banda ya no está en la habitación. La puerta está partida en dos y se ve una mancha de sangre en el suelo. La escena final es un miembro de la SWAT arrastrando un cuerpo ensangrentado.
El pasaje de la Biblia de la puerta es del Libro de la Revelación que describe la caída de  Babilonia y cómo se ha corrompido por la lujuria y el adulterio.
El código de tiempo del monitor a veces cambia el último dígito por una letras. Uniendo las letras da como resultado "THE_TURNEDTO_". Además, se ven en el video varios versos relacionados con el agua y la sangre. "Isaías 15:9" en un graffiti en una pared, "Juan 19:34" en el cuadro de Jesucristo detrás de la pareja de ancianos y "I Reyes 3:22" y "Éxodo 7:21" en una tabla detrás del hombre con el portátil.
El video musical se puede descargar gratuitamente (en baja o alto definición) en la página web de la banda.
A finales de 2007, los lectores de Rolling Stone votaron el video como mejor videoclip del año.

## Lista de canciones

### Promo CD
1. «Survivalism» (versión LP) - 4:22
2. «Survivalism» (edit) - 4:22

### Sencillo iTunes (Halo 23i)
1. «Survivalism» - 4:22

### UK / International 2 pistas
1. «Survivalism» - 4:22
2. "Survivalism_Tardusted" - 4:19

### CD Maxi internacional
1. «Survivalism» - 4:22
2. "Survivalism_Tardusted" - 4:19
3. «The Greater Good» (Instrumental) - 5:03
4. «Survivalism» (Video)

### Vinilo 9" Reino Unido
1. «Survivalism» - 4:22
2. "Survivalism_OpalHeartClinic_Niggy_Tardust!(Escaped..." - 4:18

## Personal
- Susan Bonds - productora del videoclip.
- Alex Lieu - director del videoclip.
- Trent Reznor - letras, instrumentista, dirección del videoclip y producción.
- Atticus Ross - producción
- Rob Sheridan - director del videoclip
- Thavius Beck - Producción en 'Tardusted' y 'OpalHeartClinic_Niggy_Tardust!(Escaped...' remixes)
- Saul Williams - coros[22]
- Eric Wycoff - Director de fotografía